# 加尔西亚镇 (阿马兰蒂)
加尔西亚镇是葡萄牙波尔图区的一个堂区。总面积3.6平方公里，总人口671人，人口密度186.4人/平方公里。